# Rurutu (Gemeinde)

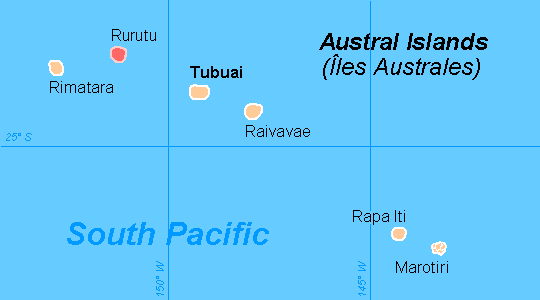
Lage der Gemeinde Rurutu

Rurutu ist eine seit 1970 bestehende Gemeinde in Französisch-Polynesien im Bezirk der Austral-Inseln. Sie umfasst die gleichnamige Insel im Pazifischen Ozean.

## Einwohner
Im Jahr 2007 wurden 2088 Einwohner gezählt, 2012 betrug die Einwohnerzahl bereits 2325, 2017 betrug sie 2466 und 2022 betrug sie 2163. Die wichtigsten Erwerbszweige sind die Fischerei, die Landwirtschaft und der Tourismus.

## Verwaltungsgliederung
Rurutu gliedert sich in drei communes associées (etwa Teilgemeinden):
| \| commune associée \| Fläche km² \| Bevölkerung 2022 \| Lage[5] \| \| ---------------- \| ---------- \| ---------------- \| --------- \| \| Moera'i \| 11,68 \| 987 \| Nordosten \| \| 'Auti (Hauti) \| 7,54 \| 406 \| Südosten \| \| Avera \| 15,55 \| 770 \| Westen \| \| Rurutu \| 34,77 \| 2163 \| \| |            |                  |           |
| commune associée | Fläche km² | Bevölkerung 2022 | Lage      |
| Moera'i | 11,68      | 987              | Nordosten |
| 'Auti (Hauti) | 7,54       | 406              | Südosten  |
| Avera | 15,55      | 770              | Westen    |
| Rurutu | 34,77      | 2163             |           |

## Sehenswürdigkeiten
- eine Stele Éric de Bisschops